# Квариати
Квариати (груз. კვარიათი) — село на берегу Чёрного моря в Грузии, неподалёку от границы с Турцией. Село расположено на Кахаберской низменности по обоим берегам реки Квариати.
До 1995 года Квариати было частью погранзоны и въезд в село был возможен лишь по пропускам. До 2011 года Находился в Хелвачаурском муниципалитете Аджарии, потом в составе города Батуми.
По результатам переписи 2002 года в Квариати проживало 98 человек, из них большинство евреи. Основной доход местного населения — сельское хозяйство (цитрусы) и туризм. Квариати является одним из самых популярных курортов черноморского побережья Аджарии благодаря глубоководным пляжам, удобным для дайвинга. Курорт популярен в основном среди российских и украинских туристов, а также отдыхающих из Восточной Грузии.